# Mississippi Nights
Mississippi Nights est une salle de concert de Saint Louis dans le  Missouri, dont l'exploitation a débuté en 1979. Elle a fermé ses portes en 2007.